# Marcel-Lenoir
Pour les articles homonymes, voir Lenoir.
Marcel-Lenoir, pseudonyme de Jules Oury, né le 11 mai 1872 à Montauban et mort le 6 septembre 1931 à Montricoux, est un peintre, fresquiste, bijoutier, enlumineur, graveur et dessinateur français.

## Biographie

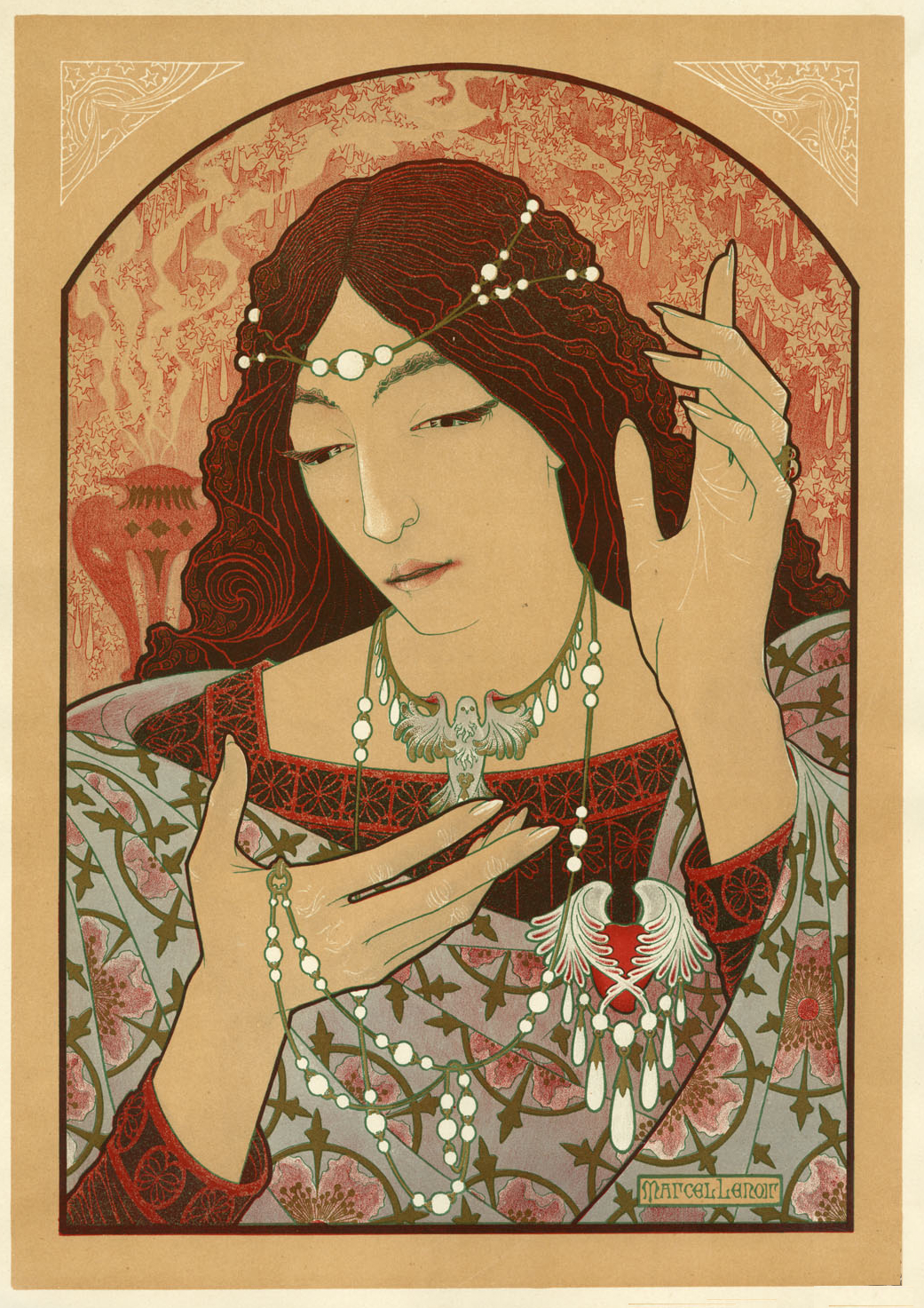
Onyx vert (1897), lithographie.

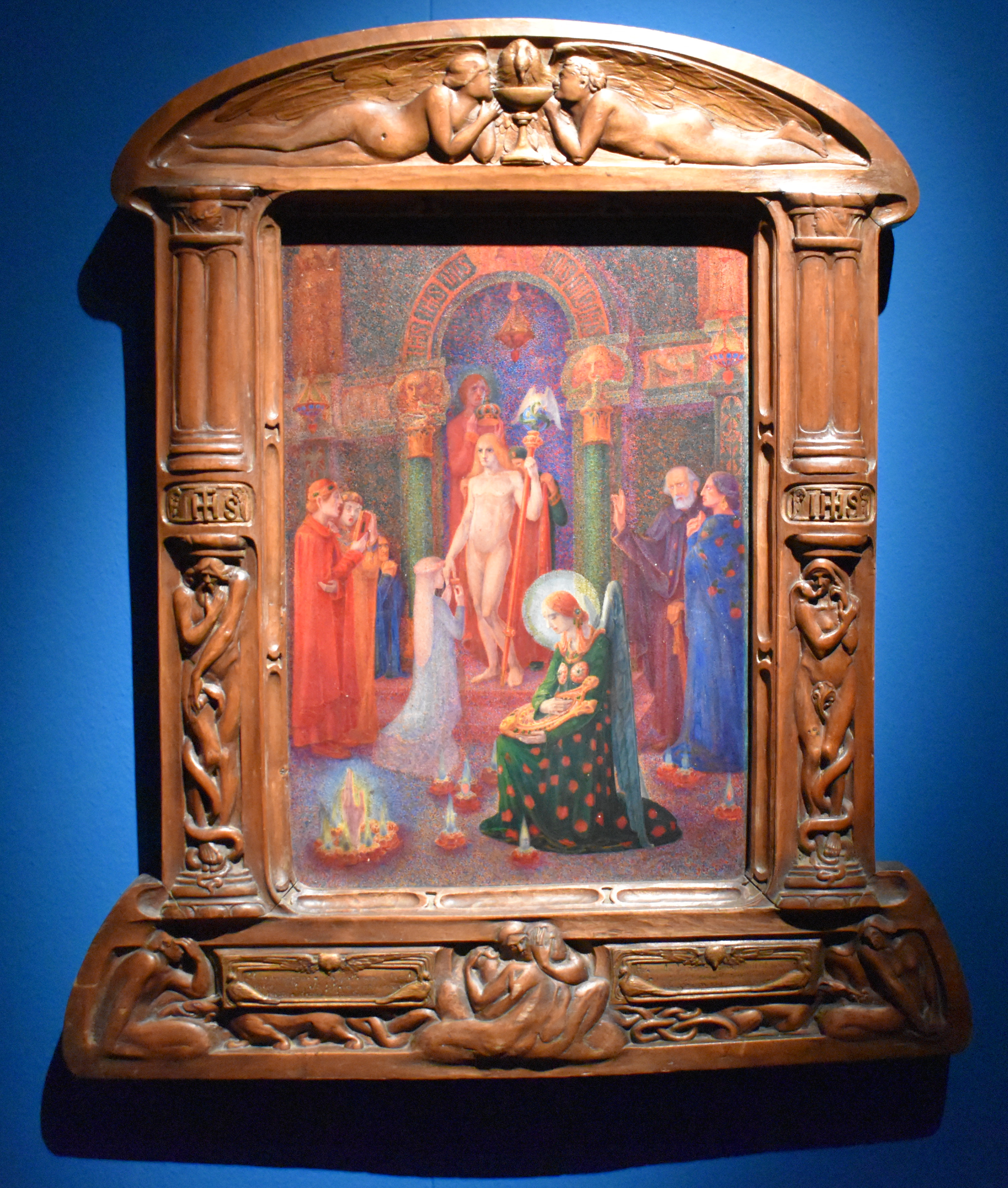
La Folie mystique (1904), Montricoux, musée Marcel-Lenoir.

Né dans une famille d'orfèvre, Marcel-Lenoir se rend à Paris en 1889. Il y fréquente l'École des arts décoratifs, et les cours du fresquiste  Paul Baudoüin à l'École nationale supérieure des beaux-arts, puis découvre les artistes du Moyen Âge français et italiens au musée de Cluny puis au musée du Louvre. Passionné par le symbolisme, il fréquentera le poète Paul Fort et les milieux Rose-Croix, il découvre dans le même temps les œuvres du Suisse Arnold Böcklin, de l'Anglais Edward Burne-Jones et de Pierre Puvis de Chavannes.
Il abandonne le symbolisme vers 1902-1903 pour une inspiration plus proche de la nature : la matière de ses œuvres devient plus empâtée, les teintes plus vives, la perspective se déforme progressivement, la couleur est posée en à-plat avec un effet d'étagement vertical de la composition, audaces formelles imaginées par les Nabis vingt ans auparavant. Puissant coloriste dont les effets de matière évoquent les fauves, notamment d'Europe centrale. En recherche perpétuelle de nouvelles solutions stylistiques, son œuvre est une recherche d'un âge d'or qui ne cesse de parcourir la peinture française depuis la fin du XIXe siècle.
Ayant atteint la notoriété de son vivant, il fait figure aujourd'hui de ces artistes délaissés, il est vrai que son attitude intransigeante et même provocante jusqu'à l'excès ne favorisera pas sa diffusion. Pratiquant dans sa vie personnelle l'austérité matérielle voire l'indigence avec sincérité, il ne cessa de railler les critiques et les institutions officielles.
Personnage excentrique promenant à Montparnasse une silhouette de Christ pour cabaret artistique, il fut d'une ambition au-dessus de ses forces et hanté de grandeur inaccessible.
En 1908, paraît aux presses de l'abbaye de Créteil, un ouvrage intitulé Raison ou déraison du peintre Marcel-Lenoir ; nul doute qu'il fréquenta ce phalanstère artistique. En 1913, il s'installe à Bruniquel, louant une grange, monte une équipe de six maçons pour travailler à ses fresques de grandes dimensions. Il y réalise 27 fresques durant l'année 1916. Il change de technique et la composition de son mortier ce qui donnera à son travail une grande douceur dans les tons.
En 1919-1920, Marcel-Lenoir fonde l'Institut d'esthétique contemporaine dans son atelier du 115, rue Notre-Dame-des-Champs à Paris et y réalise l'année suivante une exposition-manifeste, publiant un catalogue montrant en couverture son portrait par Chana Orloff. Il transfère cet atelier au no 86 de la même rue en 1928, juste à côté de celui de Fernand Léger. Il y enseigne l'art de la fresque et confie celui de la gravure à Paul Bornet. De nombreux créateurs y recevront un enseignement de qualité, tels Pierre Claude Dubois, Jean Charlot qui exportera son savoir de fresquiste au Mexique, du yougoslave Lazar Ličenoski (en), des croates Jozo Kljaković (en) et Ivo Resek, du brésilien Antonio Gonçalves Gomide. 
Il reçoit, en 1920, la commande du Couronnement de la Vierge (1923) pour l'Institut catholique de Toulouse, sur laquelle il travaille avec ses élèves. Il y incorpore une série de portraits des notables de la ville, ainsi que son propre portrait et ceux de sa femme et de son fils. Mgr Germain Breton y est représenté en prêtre, en tête de la procession. D'autres personnalités de Toulouse ou de ses connaissances comme Camille Soula, le comte Henri Bégouen, Henri de Lingua de Saint-Blanquat ou Jacques Adrien Crouzel, y figurent.
Il meurt le 6 septembre 1931 à Montricoux (Tarn-et-Garonne) et est inhumé dans le cimetière de Pechcausen. Il était marié et père de famille.
Le musée Marcel-Lenoir du château de Montricoux à Montricoux conserve un important fonds de son œuvre.

## Œuvres dans les collections publiques

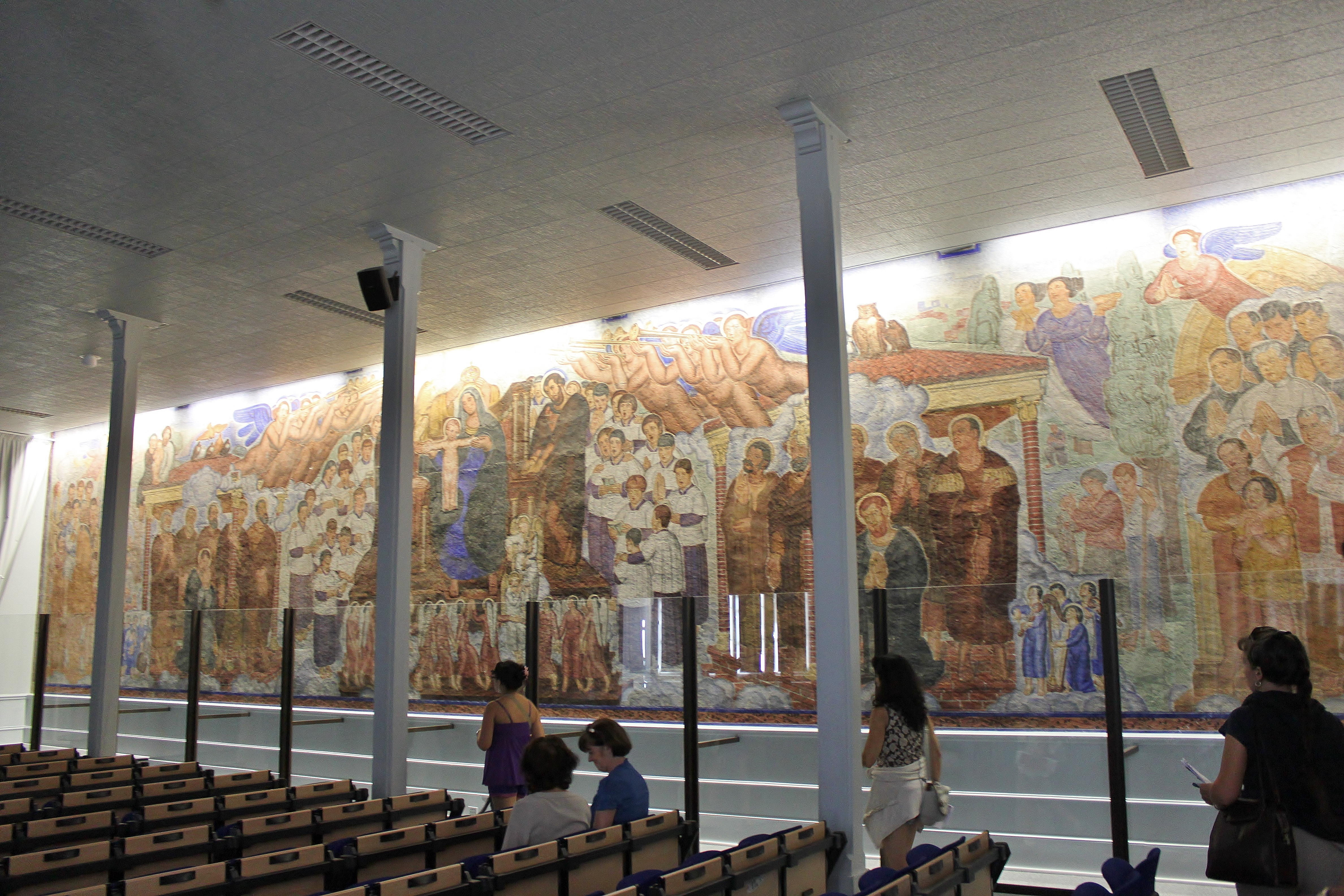
Le Triomphe de la Vierge couronnée par Dieu le Père, présentant au monde son fils crucifié (1923), fresque, Institut catholique de Toulouse.

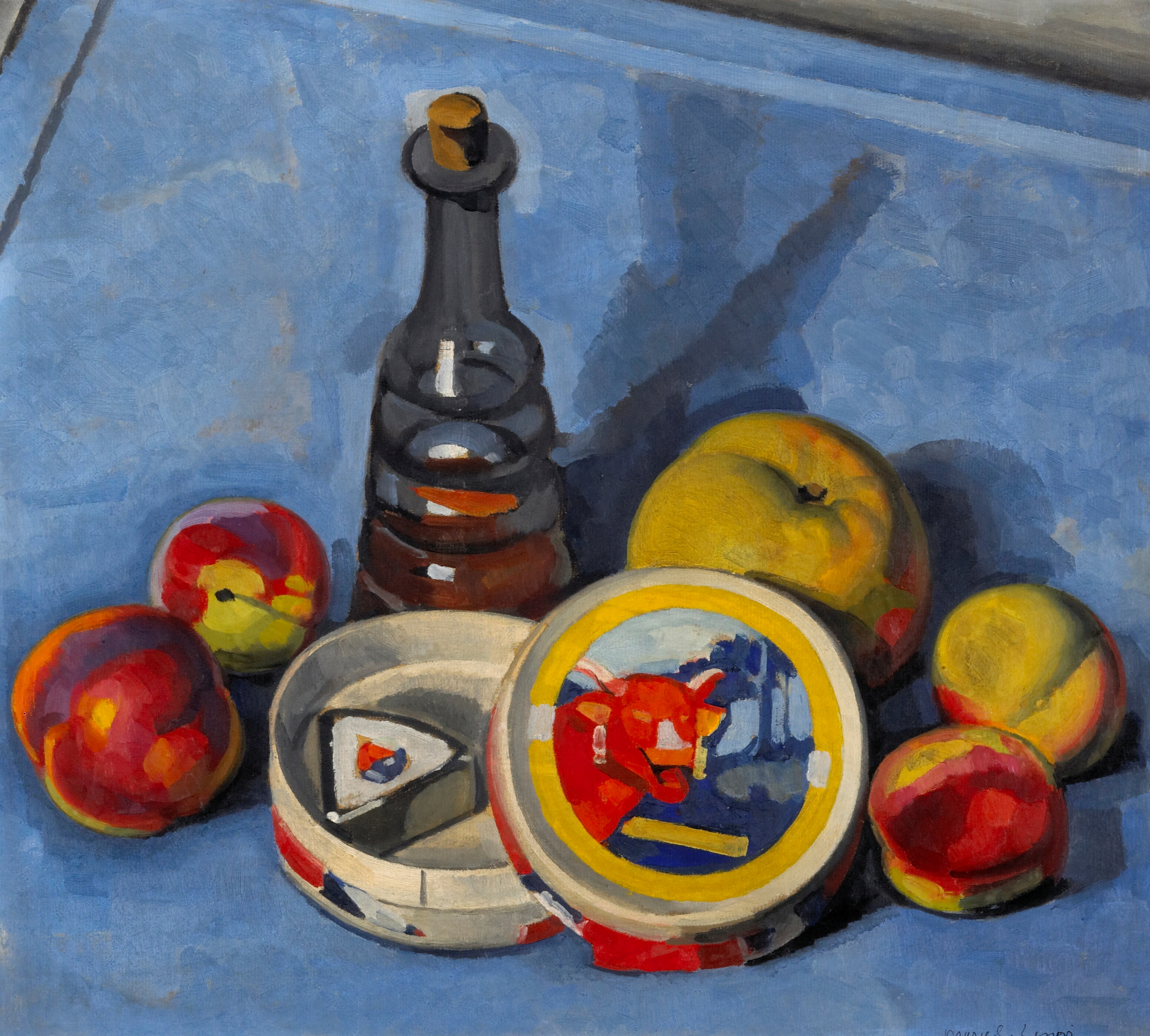
Nature morte à la vache qui rit (1924-1931), Lons-le-Saunier, La Maison de La vache qui rit.

- Lons-le-Saunier, La Maison de La vache qui rit : Nature morte à la Vache qui rit.
- Montricoux :
  - musée Marcel-Lenoir[7] :
    - À la Gloire de Dieu, vers 1928, aquarelle et gouache sur panneau de bois ;
    - Vierge au voile bleu, vers 1917, fresque ;
    - Jeune femme aux anglaises, 1921, fresque ;
    - Joie de vivre, vers 1920-1921, fresque ;
    - Les Heureux, vers 1920, fresque ;
    - Couronnement du Christ, huile sur toile ;
    - Paysage de Saint-Antonin, huile sur toile ;
    - Le Printemps, huile sur toile ;
    - Les Funérailles blanches, huile sur toile ;
    - Nature morte aux saumons et aux tomates, huile sur toile ;
    - Vierge à la pomme, huile sur toile ;
    - Autoportrait, fusain ;
    - Jeune fille au chapeau de paille ;
    - L’Écharpe blanche ;
    - Arnould, 1896, lithographie ;
    - Invocation à la Madone à l'Onyx, 1897, lithographie ;
    - Le Monstre, vers 1900, lithographie ;
    - La Pensée, 1901, affiche ;

  - église Saint-Pierre : L'Annonciation, 1920, fresque.
- Paris :
  - musée national d'Art moderne : Femme au ruban rouge, fresque.
  - musée du Luxembourg : Femme au ruban rouge, vers 1917, fresque.
- Toulouse, Institut catholique : Le Triomphe de la Vierge couronnée par Dieu le Père, présentant au monde son fils crucifié, 1923, fresque, avec la collaboration de Licenoski-Lasar pour les cartons et d'Antonio Gomide, Pierre Claude Dubois, Louis Bouquet et Maurice Albe pour la fresque[8].

## Salons
- Salon d'automne :
  - 1920 : L'Annonciation , fresque.
  - 1921 : Joie de vivre ; La Flagellation[9].
- 1921 : Salon de la Société nationale des beaux-arts, Joie de vivre.

## Expositions
- 1917 : exposition d'art français à Barcelone, Visage du Christ.
- 1917 : Paris, galerie Goupil, no 15 rue de la Ville-l'Évêque, Femme au Ruban rouge ; La Vierge à l'Enfant ; Vierge assise ; L'Enfant à l'auréole.
- 1919 : Paris, galerie d'art des Éditions Grès et Cie, Vierge assise ; L'Enfant à l'auréole ; La Japonaise.
- 1920 : Paris, galerie Adolphe Le Goupy, no 15 boulevard de la Madeleine, L'Annonciation.
- 1920 : Paris, La Sorbonne, L'Annonciation, fresque présentée par une conférence  de Guy-Félix Fontenaille.
- 1921 : Paris, exposition de fresques à l'atelier du no 115 rue Notre-Dame-des-Champs, Femme au corsage rouge ; Femme à l'écharpe bleue ; Portrait de l'auteur ; Pastorale ; La Petite Source ; La Flagellation ; Tête de femme ; Femme à la corbeille ; Femme au bras levé ; Femmes aux bras levés ; Femme aux yeux mi-clos ; Femme aux anglaises ; Candeur ; Tête de Vierge ; Jésus au jardin des oliviers ;  La Joie de vivre ; Les Fruits ; Sanguine ; La jolie maison ; Ails et noix.
- 2006 : Paris, galerie Antoine Laurentin.

## Publications
- Marcel-Lenoir, Raison ou déraison du peintre Marcel-Lenoir, Paris, Éditions de L'Abbaye, 1908.
- « Marcel-Lenoir, peintre fresquiste, ses écrits », dans Les cahiers de la Douce France publié par Emmanuel de Thubert, 1928

## Élèves
- Maurice Albe.
- Graciela Aranis.
- Louis Bouquet (1885-1952).
- Jean Charlot (1898-1979).
- Pierre Claude Dubois (1886-1972).
- Antonio Gomide (1895-1967).
- Jozo Kljakovic (1889-1969), élève en 1920.
- Licenoski-Lasar (1901-1964)[10].
- Ivo Rezek (1898-1979).

## Iconographie
- Chana Orloff, Portrait de Marcel-Lenoir, 1920, bois gravé[5].
- Marcel-Lenoir, Autoportrait , 1921, fusain[7].
- François Antoine Vizzavona Portrait de Marcel-Lenoir, vers 1922, photographie [réf. souhaitée].
- |Marc Vaux, Portrait de Marcel-Lenoir, vers 1922, photographie [réf. souhaitée].
- Licenoski-Lasar, Portrait de Marcel-Lenoir, 1928, huile sur toile [réf. souhaitée].